# Новосёлкинское сельское поселение
Новосёлкинское се́льское поселе́ние — муниципальное образование в составе Мелекесского района Ульяновской области.
Административный центр — посёлок Новосёлки.

## Население
| 2010  | 2012  | 2013  | 2014  | 2015  | 2016  | 2017  |
| ----- | ----- | ----- | ----- | ----- | ----- | ----- |
| 5546  | ↘5439 | ↘5367 | ↘5308 | ↘5225 | ↘5170 | ↘5082 |
| 2018  | 2019  | 2020  | 2021  |       |       |       |
| ↘4987 | ↘4840 | ↘4669 | ↗4722 |       |       |       |

## Состав сельского поселения
| № | Населённый пункт | Тип населённого пункта          | Население |
| - | ---------------- | ------------------------------- | --------- |
| 1 | Видный           | посёлок                         | 299       |
| 2 | Ковыльный        | посёлок                         | 323       |
| 3 | Моисеевка        | село                            | ↘400      |
| 4 | Мордово-Озеро    | село                            | ↘324      |
| 5 | Новосёлки        | посёлок, административный центр | ↘2871     |
| 6 | Просторы         | посёлок                         | 294       |
| 7 | Уткин            | посёлок                         | 305       |
| 8 | Филипповка       | село                            | ↗730      |

## Местное самоуправление
Главы поселения
- Михаил Иванович Демидов

Главы администрации
- Александр Анатольевич Долгов[12]